# Mikata, Fukui
Mikata (三方郡 Mikata-gun) là huyện thuộc tỉnh Fukui, Nhật Bản. Tính đến ngày 1 tháng 10 năm 2020 dân số của huyện là 9.179 người và mật độ dân số là 60 người/km2. Tổng diện tích của huyện là 152,3 km2.

## Hành chính

### Thị trấn
| Tên    | Tên    | Diện tích (km2) | Dân số | Bản đồ |
| Rōmaji | Kanji  | Diện tích (km2) | Dân số | Bản đồ |
| ------ | ------ | --------------- | ------ | ------ |
| Mihama | 美浜町 | 152,35          | 9.643  |        |